# Oleksandra Bycenko
Oleksandra Olehivna Bycenko (in ucraino Олександра Олегівна Биценко?; 23 novembre 1995) è una pallavolista ucraina, schiacciatrice del Nilüfer.

## Carriera

### Club
La carriera professionistica di Oleksandra Bycenko inizia nella stagione 2014-15, quando debutta nella Superliha ucraina con l'Orbita: a metà della stagione seguente si accasa per la prima volta all'estero, terminando l'annata nella divisione cadetta turca con il Numune. 
Nel campionato 2016-17 si trasferisce nella terza divisione del campionato russo, giocando per l'Om fino a gennaio 2017, quando viene ingaggiata dal Nilüfer, nella massima divisione turca, dove completa l'annata e gioca anche nel campionato 2018-19, con nel mezzo un campionato trascorso con le concittadine del Bursa BB.
Nella stagione 2019-20 approda nella Ligue A francese, difendendo i colori del Volero Le Cannet. Nella stagione seguente, invece, rientra nella divisione cadetta turca, giocando la prima parte dell'annata con l'Adam, prima di accasarsi nel gennaio 2021 al Kalecik, con cui centra la promozione in Sultanlar Ligi, che torna a disputare nell'annata 2021-22, ma vestendo ancora una volta la maglia del Nilüfer.

### Nazionale
Nel 2012 fa parte della nazionale ucraina under 19 impegnata nelle qualificazioni al campionato europeo. 
Debutta in nazionale maggiore in occasione della European Golden League 2019.